# Atomette
Atomette is een historisch Brits merk van driewielers.
Engels bedrijf van Allen Thomas dat was gevestigd in Cleveland Street in Wolverhampton. 
Gedurende ongeveer een jaar maakte Thomas in 1921 en 1922 driewielige een- en tweezitters met twee voorwielen. Ze hadden een 2½ pk Villiers-tweetaktmotor.